# Horemheb

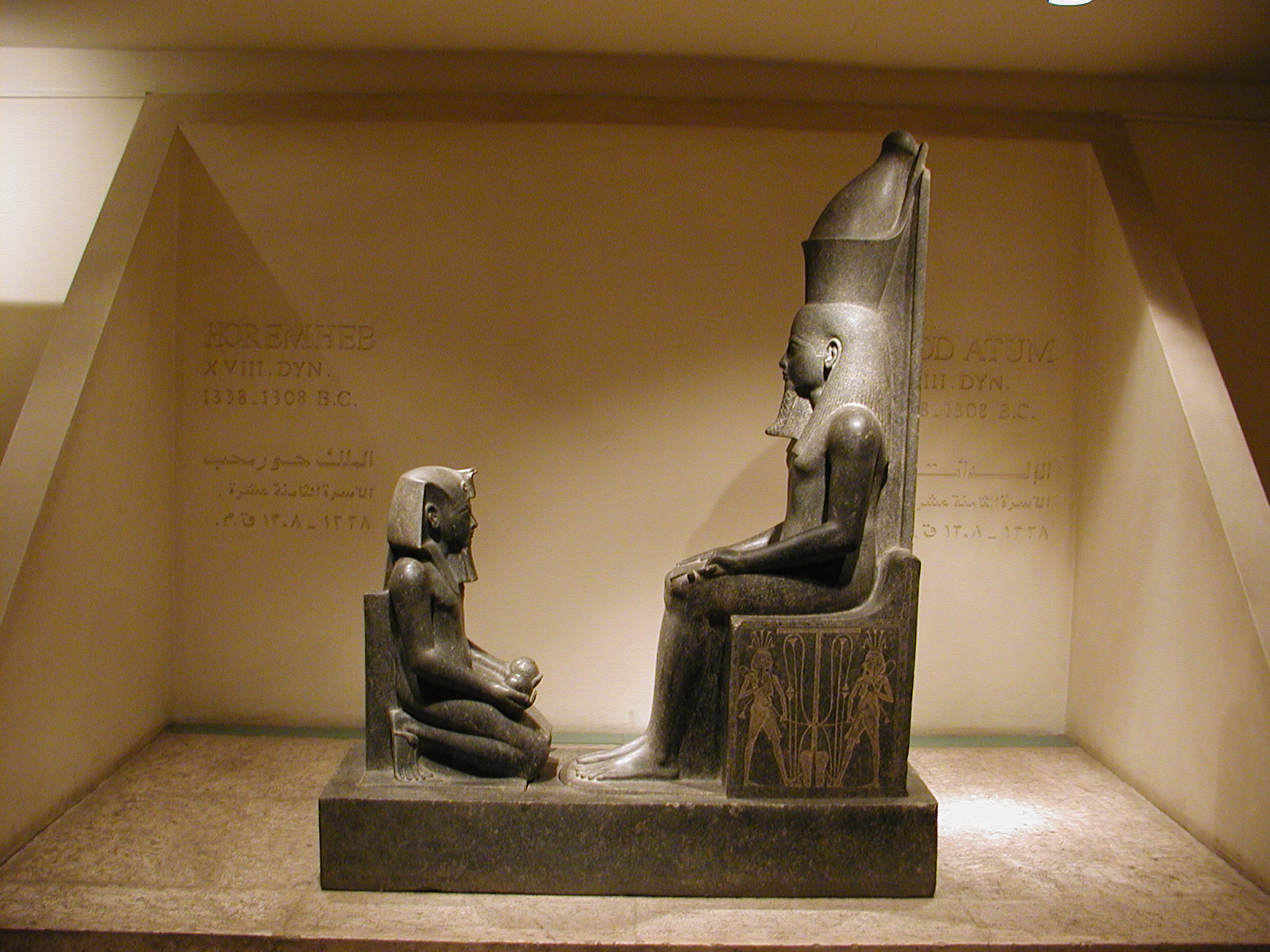
Horemheb dający dar dla boga Atuma. Muzeum w Luksorze

Horemheb, także Haremhab, początkowo Paatonemheb (1319-1292 p.n.e.) – ostatni faraon XVIII dynastii, nie spokrewniony jednak ze swoimi poprzednikami ani następcami, mąż Amenii, a po jej śmierci Mutnedżmet, córki Aj i królowej Tiy II.

## Życiorys
Urodził się w Hutnesu w Górnym Egipcie w rodzinie szlacheckiej, jednak jego rodzice nie są znani. Wsławił się jako dowódca wojskowy. Początek jego kariery militarnej przypada na czas rządów Amenhotepa IV Echnatona. Za panowania Tutanchamona jego władza i wpływy były już bardzo duże, faktycznie pełnił obowiązki regenta i opiekuna małoletniego króla. Faraon Aj odsunął go prawdopodobnie od władzy, ale po jego śmierci Horemheb wstąpił na tron przy poparciu kapłanów Amona.
W polityce wewnętrznej zainicjował wprowadzenie nowego ładu, był autorem licznych dekretów porządkujących wiele kwestii społecznych, gospodarczych i prawnych. Zyskał przydomek „Reformatora Państwa”. Wydany przez niego edykt, zawierający przede wszystkim uregulowania z zakresu prawa karnego i administracyjnego jest jednym z najważniejszych źródeł poznania prawa staroegipskiego.
W polityce zagranicznej popierał opór miast syryjskich przeciwko Hetytom, zdecydowanie jednak unikając bezpośredniej konfrontacji z ich imperium.
Grobowiec Horemheba został odkryty w lutym 1908 roku przez Edwarda R. Ayrtona i oznaczony jako KV57. Z racji swego położenia w niskiej części Doliny Królów, grobowiec pełen był naniesionego rumoszu skalnego wymieszanego z gliną i piaskiem, zapewne w wyniku rzadkich w Dolinie, lecz bardzo gwałtownych, burz. W komorze grobowej odkrywcy znaleźli sarkofag z różowego kwarcytu, którego odsunięte wieko leżało nieopodal. Wewnątrz znajdowały się kości kilku osób, być może samego Horemheba i jego dwóch żon. Mimo wieloletniego panowania dekoracji ścian grobowca nie ukończono, co do dziś stanowi zagadkę.

## Tytulatura
| G5 |

| G5 |

| E1 · D40 | M44 | s | x · r | Y1 · Z2 |

| E1 · D40 | M44 | s | x · r | Y1 · Z2 |

| E1 · D40 | M44 | s | x · r | Y1 · Z2 |

| E1 · D40 | M44 | s | x · r | Y1 · Z2 |

| G5 |

| G5 |

| E1 · D40 | M44 | s | x · r | Y1 · Z2 |

| E1 · D40 | M44 | s | x · r | Y1 · Z2 |

| E1 · D40 | M44 | s | x · r | Y1 · Z2 |

| E1 · D40 | M44 | s | x · r | Y1 · Z2 |

| G8 |

| G8 |

| h · r · Y1 | D2 · Z1 | mAat | s | xpr · N17 · N17 |

| h · r · Y1 | D2 · Z1 | mAat | s | xpr · N17 · N17 |

| h · r · Y1 | D2 · Z1 | mAat | s | xpr · N17 · N17 |

| h · r · Y1 | D2 · Z1 | mAat | s | xpr · N17 · N17 |

| G8 |

| G8 |

| h · r · Y1 | D2 · Z1 | mAat | s | xpr · N17 · N17 |

| h · r · Y1 | D2 · Z1 | mAat | s | xpr · N17 · N17 |

| h · r · Y1 | D2 · Z1 | mAat | s | xpr · N17 · N17 |

| h · r · Y1 | D2 · Z1 | mAat | s | xpr · N17 · N17 |

| M23 · X1 | L2 · X1 |

| M23 · X1 | L2 · X1 |

| ra · Dsr | xpr · Z2 | ra · stp · n |

| ra · Dsr | xpr · Z2 | ra · stp · n |

| ra · Dsr | xpr · Z2 | ra · stp · n |

| ra · Dsr | xpr · Z2 | ra · stp · n |

| M23 · X1 | L2 · X1 |

| M23 · X1 | L2 · X1 |

| ra · Dsr | xpr · Z2 | ra · stp · n |

| ra · Dsr | xpr · Z2 | ra · stp · n |

| ra · Dsr | xpr · Z2 | ra · stp · n |

| ra · Dsr | xpr · Z2 | ra · stp · n |

| G39 | N5 |

| G39 | N5 |

| i | mn · n · U7 | G5 | S3 | Aa15 · W3 |

| i | mn · n · U7 | G5 | S3 | Aa15 · W3 |

| i | mn · n · U7 | G5 | S3 | Aa15 · W3 |

| i | mn · n · U7 | G5 | S3 | Aa15 · W3 |

| G39 | N5 |

| G39 | N5 |

| i | mn · n · U7 | G5 | S3 | Aa15 · W3 |

| i | mn · n · U7 | G5 | S3 | Aa15 · W3 |

| i | mn · n · U7 | G5 | S3 | Aa15 · W3 |

| i | mn · n · U7 | G5 | S3 | Aa15 · W3 |